# Chambre de commerce et d'industrie de Moulins-Vichy

Logo de la chambre de commerce et d'industrie de Moulins-Vichy

La chambre de commerce et d'industrie de Moulins-Vichy  était une des 2 CCI du département de l’Allier. En 2015, elle a fusionné avec la chambre de Montluçon-Gannat Portes d'Auvergne pour former la chambre de commerce et d'industrie Allier, basée à Moulins et qui fait partie de la chambre de commerce et d'industrie de région Auvergne-Rhône-Alpes. Une délégation est toujours présente à Vichy.

## Missions
Elle était un organisme chargé de représenter les intérêts des entreprises commerciales, industrielles et de service des arrondissements de Moulins et de Vichy et de leur apporter certains services. Cet établissement public gérait en outre des équipements au profit de ces entreprises.
Comme toutes les CCI, elle était placée sous la tutelle du préfet du département représentant le ministère chargé de l'industrie et le ministère chargé des PME, du Commerce et de l'Artisanat.

### Service aux entreprises
- Centre de formalités des entreprises
- Assistance technique au commerce
- Assistance technique à l'industrie
- Assistance technique aux entreprises de service
- Point A (apprentissage)

### Gestion d'équipements
- Aérodrome de Moulins - Montbeugny ;
- Depuis 2007, un hôtel d'entreprises pour développer l'entreprenariat sur la commune.

### Centres de formation
- Centre d'Étude des Langues ;
- Centre de Formation Hôtelière ;
- CCI Formation.

## Historique
- 5 mai 1898 : Création de la chambre de Commerce de Moulins-Lapalisse.Joseph Sorrel tanneur et maire de Moulins en fut le premier président  de 1898 à 1919.
- 22 février 1944 : À la suite du remplacement de Lapalisse par Vichy en tant que chef-lieu d'arrondissement, la dénomination de chambre de Commerce de Moulins-Vichy remplace celle de chambre de Commerce et d'Industrie de Moulins-Lapalisse.
- 1968 : la délégation de Vichy est ouverte.
- 1981 : les bâtiments qui l'abritent actuellement sont mis en service et le Centre de Formation Hôtelière est ouvert.
- 17 décembre 2015 : Décret no 2015-1695 de fusion de la chambre avec la chambre de Montluçon-Gannat Portes d'Auvergne pour former la chambre de commerce et d'industrie Allier.

## Pour approfondir